# ارتا آلی
ارتا آلی (به لاتین: Erta Ale) یک آتشفشان سپری در اتیوپی است که در منطقه اداری ۲ (عفر) واقع شده‌است. ارتا آلی ۶۱۳ متر بالاتر از سطح دریا واقع شده‌است.